# Маленький принц (Остаться в живых)
«Маленький принц» (англ. The Little Prince) — четвёртая серия пятого сезона и девяностая серия в общем счёте телесериала «Остаться в живых».

## Сюжет

### Корабль Пенни
Через несколько дней после спасения, Джек стоит на палубе корабля Пенелопы Уидмор. К нему подходит Кейт с Аароном. Она спрашивает, что они будут делать с младенцем. Кейт предлагает выдать его за своего сына. Она хочет позаботиться о нём, потому что многие погибли, включая Сойера. Джек говорит, что Сойер не погиб, на что Кейт отвечает, что его нет с ними. Джек просит Кейт убедить остальных лгать насчет острова. Он спрашивает: «Ты со мной?» Кейт отвечает, что всегда была с ним.

### Остров
Локк, Сойер, Джульет, Майлз, Фарадей и Шарлотта находятся на месте, где раньше был лагерь Других. Сойер требует объяснений о том, что произошло с Шарлоттой. Фарадей и Джульет просят его не мешать, последняя сама спрашивает Фарадея о болезни Шарлотты. Вскоре Шарлотта просыпается и не сразу узнает Дэниела. Локк сообщает Сойеру, что им пора идти к станции «Орхидея». Он сказал, что там он выберется с Острова и вернет покинувших это место, всех, включая Кейт. Сойер говорит группе, что пора двигаться. Джон предлагает идти морем, чтобы добраться быстрее. Он предлагает использовать моторную лодку, оставшуюся в лагере. По пути, уже ночью, они видят, как в небе появляется столб света, исходящий с другой стороны острова. Локк в замешательстве. Фарадей спрашивает, в каком они времени. Джон его игнорирует и приказывает всем двигаться в другую сторону. Дэниэл интересуется, как себя чувствует Шарлотта. Она говорит ему, что ей не нужны отцовские утешения. У Майлза начинает идти кровь носом. К неожиданности группы, раздаются крики. Сойер приказывает никому не сходить с места, берет винтовку и идет на голоса. Он подбегает к свету факела и видит Кейт и Клер, которая рожает Аарона. Сойер в полном замешательстве наблюдает рождение Аарона, не отводит глаз от Кейт, хочет подойти и поговорить… Раздается знакомый звук, происходит перемещение во времени. Сойер смотрит на пустую поляну, уже день. Локк спрашивает Джеймса, что тот только что видел… «Это неважно. Все пропало», — отвечает Джеймс. Группа Лока идет к пляжу. У Майлза начинаются те же проблемы, что и у Шарлоты. Он сообщает об этом Фарадею. Дэн предполагает, что это связано с длительностью нахождения на острове. Майлз спрашивает, почему Сойер и Локк, которые пробыли на острове дольше него, не страдают кровотечением, хотя он прибыл позже. Фарадей ставит под сомнение то, что Майлз не был на Острове в прошлом… Локк снова начинает спрашивать Сойера о произошедшем. Джеймс повторяет, что ничего не видел. Джон сказал, что знает, какое это было время. Он рассказывает про смерть Буна, как он находился у станции «Лебедь», колотил по люку руками. Сойер спрашивает, почему Локк не изменил прошлое, ведь он мог избавить Джона в прошлом от страданий. Локк немного замедляется и говорит Джеймсу: «Та боль была нужна, чтобы я стал тем, кем я являюсь сейчас». Пляж. Лагерь выглядит заброшенным. Моторной лодки нет, но есть два каноэ. В одном из них лежит бутылка с самолета компании Ajira. Локк говорит, что нет времени думать над тем, что тут было, надо действовать! Шесть человек гребут вдоль берега к «Орхидее». Сойер расстроен, Джулиет спрашивает, что произошло. Джеймс рассказывает, что видел Кейт. Их разговор прерывает пуля, которая пролетает рядом с лодкой. За ними гонятся люди, которые стреляют в выживших. Джулиет начинает отстреливаться, но преследователи догоняют. Начинается очередное перемещение во времени. Сойер орет: «Спасибо, Господи!». Лодка оказывается посреди шторма. «Забираю свои слова обратно!», — снова кричит Джеймс. Выжившие добрались до земли. Ночью Сойер и Джульет разговаривают. Джулиет просит Сойера рассказать про Кейт, рассказать про чувства. Джеймс говорит, что был рядом, что он мог все изменить, хотя бы поговорить с ней… Но прошлое изменить нельзя. Они переглядываются с Джульет, после чего Сойер показывает ей, что у неё идёт кровь носом. Шарлотта кричит друзьям, что что-то нашла. На пляже валяются обломки. На одном из многих ящиков написано: «besixdouze».
В то же время в море на надувном плоте находится команда французов, которые потерпели крушение. Вдруг они замечают тело в воде на доске. Это Джин Квон. Они затаскивают его на плот. Утро. Команда на берегу. Джин приходит в себя. Женщина, которая была беременной, знакомится с ним. Её зовут... Даниель Руссо.

### Будущее
Кейт уходит на встречу с адвокатом Нортоном (у которого ордер на принудительное определение материнства Кейт к Аарону) из номера Сун. Кейт предлагает сделку-она сдаёт ДНК на проверку, а адвокат устраивает ей встречу с клиентом. Адвокат отказывает, мотивируя тем, что во-первых клиент откажется встретиться с Кейт, а во-вторых, его ордер - принудительный, он может прислать шерифа за Кейт; однако заказчик против принудительных действий по отношению к ней и хочет чтобы передача опеки прошла "тихо". Далее Нортон говорит, что Кейт всё равно лишится Аарона. Кейт в шоке.
Тем временем посыльный приносит Сун пакет. В нём фотографии Джека и Бена вместе, а также коробка конфет, под которыми Сун находит пистолет.
В госпитале Саид приходит в себя. Джек говорит что он был без сознания 42 часа и что Бенджамин теперь на их стороне. Саид отвечает, что Бен всегда только на одной стороне - на своей. Входит директор по клинической работе - доктор Элиза - и вызывает Джека на "пару слов" из палаты. Она говорит, что Джеку запрещено не только лечить пациентов, но и даже находиться в больнице. Джек отвечает, что это под его ответственность, Элиза парирует тем, что вся ответственность ложится на больницу. В это время звонит Хёрли, Джек завершает разговор с Элизой. Хёрли спрашивает привёз ли его папа Саида, а затем говорит, что у него "всё путём - [он] за решёткой и Бен [его] не достанет". В палату к Саиду входит медбрат - он хочет сделать укол и поворачивается спиной к Саиду, затем, резко развернувшись, стреляет в него капсулами с транквилизатором, но Саид уже спрыгнул с кровати и набрасывается на медбрата. Саид душит медбрата шнуром от капельницы и кричит - "на кого ты работаешь?", на что полупридушеный  "медбрат" отвечает - "в кармане". Саид всаживает в него два транквилизатора из пистолета, в палату вбегают Бен и Джек. Саид достаёт из кармана нападавшего бумажник и бумажку с написанным на ней адресом - 42, Панорама Крест. Джек, изменившись в лице, говорит, что это адрес Кейт.
Джек звонит Кейт и просит о встрече, Кейт отвечает, что она не дома и у неё дела, но Джек может подъехать к ней, она в даунтауне. Джек и Кейт рады видеть друг друга - Джек выбритый и трезвый, каким его и любила Кейт. В это время машина адвоката Нортона, за которым следит Кейт, выезжает с парковки, и Кейт предлагает Джеку или ехать с ней, или не мешать. Джек прыгает в машину, и они едут за адвокатом, в пригородный мотель, где, видимо, и находится его клиент. Нортон поднимается на второй этаж и стучит в дверь. Её открывает мать Клэр - Кэрол Литтлтон. Джек просит Кейт ничего не предпринимать, пока он не поговорит с Кэрол. Начинается сильный дождь, когда адвокат наконец выходит, Джек поднимается к Кэрол. Из разговора выясняется, что она здесь исключительно по вопросу денежной компенсации от "Ошеаник", а о существовании Аарона она даже не догадывается, потому что полагает, что её дочь, Клэр, мертва. Джек просит Кейт позвонить Сун и приехать вечером с Аароном в порт, на пирс 23, где Джек должен встретиться с Бенджамином.
Саид привозит Бена на подземную парковку, где тот встречается с "мистером Нортоном", который передаёт Бену папку с копией дела мистера Рейеса и говорит, поскольку нет прямых улик, то завтра утром на первом же слушании дела Хёрли судья не даст ему (делу) хода, а мистер Рейес будет отпущен. На вопрос Саида о мистере Нортоне Бен отвечает, что это его адвокат.
Вечером Джек и Кейт приезжают на пирс, где стоит машина, из которой выходят Бен и Саид. На вопрос Кейт о Бене Джек отвечает, что "Бен теперь с нами, и он поможет нам и всем тем, кто остался на острове". Кейт внезапно говорит, что это он, Бен, хочет забрать Аарона; на возражения Джека Бен отвечает, что Кейт права и что он извиняется. Но Кейт требует оставить её и сына в покое, на что  Бен резонно возражает, что это не её сын. Кейт ответить нечего; за их диалогом наблюдает из машины Сун. На заднем сиденье спит Аарон. Сун вынимает из сумочки пистолет.